# سلیمان تاجر
سلیمان تاجر نام تاجر و نویسنده و جهانگرد مسلمان و ایرانی بود. وی در بندر سیراف به دنیا آمد. وی به هند و چین سفر کرد و در حدود سال ۸۵۰ میلادی سفرنامه اش را به نگارش درآورد.

## رویدادهای تاریخی
اطلاعات کمی در مورد سلیمان به جز این واقعیت که او یک تاجر بود، با نام دوم (لقب) او ("تاجر") تأیید شده است. او در زمان امپراتوری پالا از بنگال دیدن کرد و به پادشاهی به نام «روحما» اشاره کرد و قدرت نظامی آنها را تأیید کرد. او همچنین میهیرا بوجا، یکی از بزرگ‌ترین امپراتوران گورجارا-پراتیهارا را توصیف کرده است. میهیرا بوجا دشمن سرسخت «مسلمانان» بود و به گفته سلیمان، سپاهی بزرگ و سواره نظام خوبی داشت. وی در طول اقامت خود در شهر گوانگژو خاطرنشان کرد که چینی‌ها از سوابق اثر انگشت برای حفظ هویت خارجی‌های تازه‌وارد استفاده می‌کنند، برای کالاهای وارداتی نرخ‌های اخاذی می‌گیرند و مسیر دریایی به چین به دلیل دزدی دریایی و بارندگی‌های مکرر بیمناک است. او اشاره می‌کند که جمعیت مسلمان محلی گوانگجو مسجد و بازارهای خود را داشتند. او اشاره کرد که جامعه مسلمانان امام و قاضی خاص خود را دارد (منصوب امپراتور شوانزونگ تانگ). او همچنین تولید ظروف چینی، سیستم انبار غلات گوانگژو، مصرف چای و نحوه عملکرد مدیریت شهری آن را مشاهده کرد. پس از رسیدن به خانه از چین با اجناس در بصره فرود آمد و سپس به بغداد سفر کرد.